# Crazy Taxi
Crazy Taxi é um jogo de corrida criado originalmente para arcade pela SEGA no sistema Sega NAOMI em 1999 e possui versões para Dreamcast (2000), Playstation 2 (2001), PSP, GameCube (2001), PC (2002), Xbox 360, PlayStation 3 e Zeebo (2009), Android e iOS (2017).